# Kayō Mon In no Echizen
Pour les articles homonymes, voir Kayo.
Kayō Mon In no Echizen (嘉陽門院越前) est une poétesse et courtisane japonaise de la fin de l'époque de Heian et du début de l'époque de Kamakura. Elle est considérée comme une des trente-six poétesses immortelles.
Son père est Ōnakatomi no Kinchika, moine shinto du sanctuaire Ise-jingū. Elle est servante de la princesse Fujiwara no Shokushi de Nanajō In, mère du futur empereur Go-Toba. Elle est ensuite servante de la princesse impériale Reiko de Kayō Mon In, fille de l'empereur Go-Toba. 
Sa compétence en matière de poésie waka lui vaut d'être invitée dans le cercle poétique de l'empereur retiré Go-Toba. Elle participe à plusieurs utaawase (concours de poésie waka) en 1200, 1201, 1204, 1216 et 1248. Vingt-six de ses poèmes sont inclus dans l'anthologie impériale Shin Kokin Wakashū.

## Source de la traduction
- (es) Cet article est partiellement ou en totalité issu de l’article de Wikipédia en espagnol intitulé « Kayō Mon In no Echizen » (voir la liste des auteurs).